# Żelazowa Wola
Żelazowa Wola er en landsby i Gmina Sochaczew, Sochaczew Amt, Voivodskabet Masovien, i det østlige-centrale Polen. Byen ligger cirka otte kilometer nordøst for byen Sochaczew og 46 kilometer vest for Warszawa. Byen ligger ved floden Utrata. Indbyggertallet er 65.
Komponisten og pianisten Chopin og violinisten Henryk Szeryng er begge født i Żelazowa Wola. Byen gør sig bemærket ved det naturskønne landskab, den ligger i, med talrige vandløb, piletræer og omgivende bakker.
I 1909, i anledning af hundredåret for Chopins fødsel, komponerede den russiske komponist Sergej Ljapunov det symfoniske digt Zhelazova Vola (Żelazowa Wola), opus 37 (russisk: Жeлaзoвa Вoлa) ”til minde om Chopin”.
I et anneks til Chopins barndomshjem ligger et museum til ære for ham. Om sommeren spiller komponister fra hele verden hans værker inde i huset. I en nærliggende park står et monument over Chopin udført af billedhuggeren Józef Gosławski.